# Iberoamerikanische Badmintonmeisterschaft 2023
Die Iberoamerikanische Badmintonmeisterschaft 2023 fand vom 13. bis zum 15. Oktober 2023 in Lima in Peru statt. Es war die zweite Auflage der Titelkämpfe.

## Medaillengewinner
| Disziplin    | Gold                         | Silber                                     | Bronze                                              |
| ------------ | ---------------------------- | ------------------------------------------ | --------------------------------------------------- |
| Herreneinzel | Alvaro Leal                  | Yeison Esleiter Del Cid Alvarez            | Nicolas Oliva                                       |
| Herreneinzel | Alvaro Leal                  | Yeison Esleiter Del Cid Alvarez            | Santiago Otero                                      |
| Dameneinzel  | Ania Setien                  | Taymara Oropesa                            | Yeily Mari Ortiz Rodriguez                          |
| Dameneinzel  | Ania Setien                  | Taymara Oropesa                            | Gabriela Barrios                                    |
| Herrendoppel | Rubén García Carlos Piris    | Jacobo Fernandez Alvaro Leal               | José Guevara Diego Mini                             |
| Herrendoppel | Rubén García Carlos Piris    | Jacobo Fernandez Alvaro Leal               | Javier Armando Alas Yeison Esleiter Del Cid Alvarez |
| Damendoppel  | Paula Lopez Lucía Rodríguez  | Taymara Oropesa Yeily Mari Ortiz Rodriguez | Inés Castillo Paula La Torre                        |
| Damendoppel  | Paula Lopez Lucía Rodríguez  | Taymara Oropesa Yeily Mari Ortiz Rodriguez | Iona Gualdi Ailen Oliva                             |
| Mixed        | Jacobo Fernandez Paula Lopez | Diego Mini Paula La Torre                  | Rubén García Lucía Rodríguez                        |
| Mixed        | Jacobo Fernandez Paula Lopez | Diego Mini Paula La Torre                  | Carlos Piris Ania Setien                            |